# Jonas Gunnarsson
Jonas Gunnarsson (ur. 8 września 1977) – szwedzki snowboardzista. Jego najlepszym wynikiem na mistrzostwach świata jest 11. miejsce w halfpipe’ie na mistrzostwach w San Candido. Nie startował na igrzyskach olimpijskich. Najlepsze wyniki w Pucharze Świata osiągnął w sezonie 1996/1997, kiedy to zajął 9. miejsce w klasyfikacji generalnej, a w klasyfikacji halfpipe’a zdobył małą kryształową kulę.
W 2003 r. zakończył karierę.

## Sukcesy

### Mistrzostwa Świata
| Miejsce | Dzień       | Rok  | Miejscowość   | Konkurencja | Zwycięzca     |
| ------- | ----------- | ---- | ------------- | ----------- | ------------- |
| 11.     | 24 stycznia | 1997 | San Candido   | Halfpipe    | Fabien Rohrer |
| 15.     | 16 stycznia | 1999 | Berchtesgaden | Halfpipe    | Ricky Bower   |

### Puchar Świata

#### Miejsca w klasyfikacji generalnej
- 1996/1997 – 9.
- 1997/1998 – 38.
- 1998/1999 – 47.
- 1999/2000 – 127.
- 2002/2003 – -

#### Miejsca na podium
1. Whistler – 14 grudnia 1996 (halfpipe) – 1. miejsce
2. Whistler – 15 grudnia 1996 (halfpipe) – 1. miejsce
3. Olang – 2 marca 1997 (halfpipe) – 2. miejsce
4. Tandådalen – 13 marca 1998 (halfpipe) – 3. miejsce